# AFI (バンド)
AFI (エー・エフ・アイ) とは、アメリカ合衆国カリフォルニア州ユカイアにて1991年に結成されたロックバンドである。
2003年にメジャーレーベルに移るまで10年以上もの間の活動の場をインディーズに置いていた。オフスプリングのデクスター・ホーランドに見出され、1996年のセカンド・アルバムからは彼のレーベル（ナイトロ・レコード）に所属していた。初期のスタイルがハードコア・パンクだった影響か、音楽性が変化した現在でもコーラスワークを多用する。

## 現在のメンバー
デイヴィー・ハヴォック / Davey Havok - (ヴォーカル、作詞)
- 1975年11月20日生まれ。身長178cm。イタリア系アメリカ人で、弟がひとりいる。
- ストレート・エッジであるために、アルコールや煙草を嗜まない。またヴィーガンであり、酪農製品を食さず、革製品等の使用をしない。
- カトリック系のハイスクールに通っていたが無神論者である。
- 両腕全体にタトゥーを入れている。初期のハードコア・パンクのスタイルからホラー・パンク、ゴシック・ロックの要素が含まれ始めてからアイメイクやミスフィッツ風のヘアスタイル、超ロングヘア等の様々なヘアメイクのするようになり、2006年にはディセンバー・アンダーグラウンドが全米アルバムチャート1位を獲ったこともあり、ツーブロックで右側を長く残した特徴的な髪型で青いアイシャドーに付けまつげというスタイルが有名。しかし実際は1年もしておらず、2007年頃から現在のゴールドのメッシュが入ったネオリーゼントでヒゲもはやしている。以前はTシャツにジーンズ、スニーカーを着用することが多かったが、長袖のシャツやジャケットを羽織り、革靴を履くことが多い。両耳に大きなピアスをしている。
- ニューヨーク州ロチェスター出身で、3歳の時に父親を失っている。そして、10代前半の頃から、パンク・ロックに興味を持つようになり、その後、親友のアダム・カーソンと共にAFIを結成する[1]。
- 「Burials」発売前後より、当アルバム収録曲「I Hope You Suffer」のミュージックビデオで着用している逆十字のペンダントとジャケットでライブに臨むことが多い。

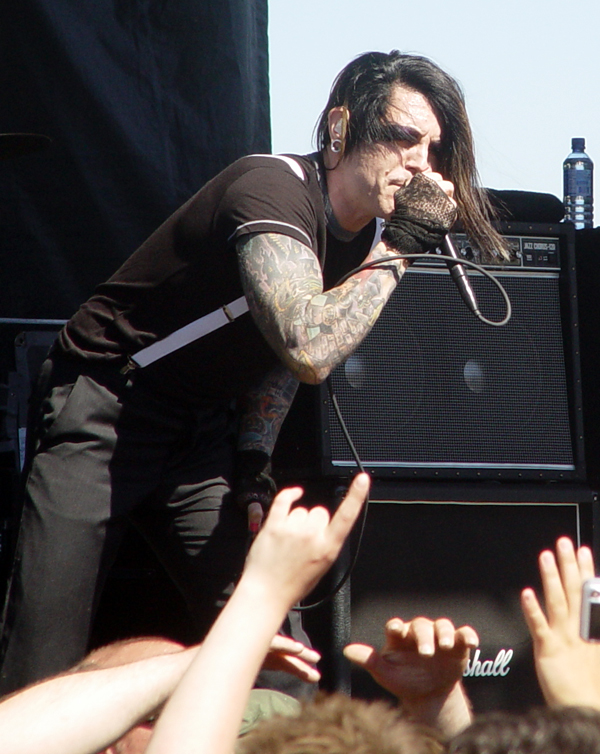
フロントマンのデイヴィー・ハヴォック

- アーティスト活動の他に、俳優として映画・ミュージカル出演、小説家、ファッションデザイナーとしても活動している。フロントマンのデイヴィー・ハヴォック
- ファッションデザイナーとしての活動は、2007年にグリッターボーイ、2008年にセカンドラインのズー・ボンティーク、2016年にはイート・ユア・オウン・テールというブランドを立ち上げている。H2Oのギタリストであるラスティー・ピスタチオのシルバーアクセサリーブランドPnut Jewelryや元ブリンク 182でエンジェルズ・アンド・エアウェーブズのトム・デロングのフットウェアブランドのマクベス・フットウェアともコラボレーションアイテムを発表している。
- AFI在籍中に、いくつかのサイド・プロジェクトをやったり参加している。2000年にマーフィーズ・ロウのギタリストであるトッド・ユースを中心に結成されたサン・オブ・サム（Son of Sam）に参加し2001年解散までの間在籍（2007年から2008年まで再結成されていたがデイヴィーは参加せず）。2001年にジェイド・ピュージェットとふたりで結成したエレクトロ・ユニットのブラック・オーディオ（Blaqk Audio）は翌年一度活動休止するが、2006年にカムバックして2017年現在3枚のアルバムを発表。2014年には同じくジェイドとともにストレート・エッジ・ハードコアバンドのXTRMSTを結成し、スティーヴ・アオキ主催レーベルよりEPとアルバムをリリース、翌年にはセイオシンのベーシストであるクリス・ソーレンソン、エヴァーグリーン・テラス結成時からのメンバーで現スティック・トゥ・ユア・ガンズのギタリストであるジョシュ・ジェームズ、ドラマーはロマ・プリータやパンチ等のハードコア・パンクバンドで活動するヴァル・ソーシドが加入した。
- 2016年、グウェン・ステファニー以外のノー・ダウトのメンバー3人と新バンド結成の声明を出す。同年、11月16日に2017年の始動とドリームカー（Dreamcar）というバンド名とロゴを公式インスタグラムにて発表した。

ジェイド・ピュージェット / Jade Puget - (ギター、ピアノ、キーボード、プログラミング、バッキングボーカル)
- 1973年11月28日生まれ。バンドでは最年長。フルネームはジェイド・エロール・ピュージェット。弟（スミス）と異母兄弟（アリシア、ギブソン）がふたりおり、スミスはAFIのツアーマネージャーをしている。
- 2012年9月22日に結婚。妻の名はマリッサ。
- 1998年にバンドに加入した最初の頃はシンプルなショートヘアだったが、2000年代中頃より現在まで右の前髪を長く伸ばしたいわゆるエモ・ヘアーである。
- デイヴィーと同じくストレート・エッジである。しかしヴィーガンではなくベジタリアン。
- ザ・キュアーやジョイ・ディヴィジョンが好き。それぞれの曲名であるBoys Don't Cry、Love Will Tear Us Apartのタトゥーを入れている。
- ヴォーカルのデイヴィー・ハヴォックと2001年よりブラック・オーディオ（Blaqk Audio）、2014年よりXTRMSTとサイド・プロジェクトをやっている。

ハンター・バーガン / Hunter Burgan - (ベース、バッキングボーカル)
- 1976年5月14日生まれ。バンドメンバーの中では最年少。
- 1997年の11月にAFIに加入。以前は1994に結成されたバンド、ザ・フォース（The Force）に1998年の解散（2008年に1度限りの復活をしてハンターも参加している）まで在籍していた。
- バンドに加入してしばらくは金髪のショートヘアだったが、現在は丸刈りにしている。
- ベースはピックで弾く。
- 2000年から2005年まで活動していたサイド・プロジェクト、ザ・フリスクというパンクバンドではドラムを担当していた。

アダム・カーソン / Adam Carson - (ドラム、バッキングボーカル、パーカッション)
- 1975年2月5日生まれ。結成時からのメンバーで、デイヴィー・ハヴォックの親友。
- 1996年から1999年まで友人のニック13のバンド、タイガー・アーミー（Tiger Army）に加入していたことがある。

### 旧メンバー
マーク・ストフォリス / Mark Stopholese -（ギター、バッキングボーカル）1991–1998
- オリジナルギタリスト。現在は自転車レース競技に取り組んでいる。

ジェフ・クリスギー / Geoff Kresge -（ベース、バッキングボーカル）1992–1997
- 脱退後、2000年から2004年、2008年から2014年までタイガー・アーミー、2004年からはビバ・ヘイト（Viva Hate）で活動中である。

ヴィック・チョーカー / Vic Chalker -（ベース）1991-1992

## 略歴

### 1991年～1995年
1991年、カリフォルニア州ユカイアにて、当時高校生だった「デイヴィー、マーク、ヴィック」らの3人で結成。その後、ドラマーのアダム・カーソンを迎え、本格的にバンド活動を開始する。
1992年、初期メンバーだったヴィック・チョーカーがバンドを脱退した為、新ベーシストにヴィックの友人だったジェフ・クリスギーを迎え入れる。
1993年、ジェフが創設したインディーズ・レーベル「Key Lime Pie Records」から、バンド初のCD音源となる1stEP、「Dork」を222枚限定でリリース。
1995年8月1日に1stアルバム「Answer That and Stay Fashionable」をリリース。

### 1996年～2000年
1996年に入ると、人気パンクバンドOffspringのデクスターが主催する大手インディーズレーベル「Nitro records」へ移籍し、同年6月18日に2ndアルバム「Very Proud of Ya」をリリース。それから時をまもなくして、ジェフ・クリスギーがバンドを脱退した為、新ベーシストにハンター・バーガンを迎え入れる。
1997年11月11日に3rdアルバム「Shut Your Mouth and Open Your Eyes」をリリース。同年12月には、Offspringのサポートアクトとして来日公演を行う。
1999年5月18日に4thアルバム「Black Sails in the Sunset」をリリース。
2000年9月19日に5thアルバム「The Art of Drowning」をリリース。ビルボードアルバムチャートにて、初登場174位を記録し、バンド初となるアルバムチャートへのランクインを果たす。

### 2001年～2005年
2001年、パンクバンドSick Of It Allの前座として来日公演を行う。
2002年にインディーズレーベルのNitro recordsからメジャーのDreamWorks Recordsへ移籍する。
2003年3月11日に6thアルバム「Sing the Sorrow」をリリース。ビルボードアルバムチャートにて、初登場5位を記録する。同月にパンクバンドのTHE DISTILLERSとのカップリングツアー「THE DISTILLERS 2003」のため、そして8月には「SUMMER SONIC 03」出演のため来日を果たす。

### 2006年～2012年

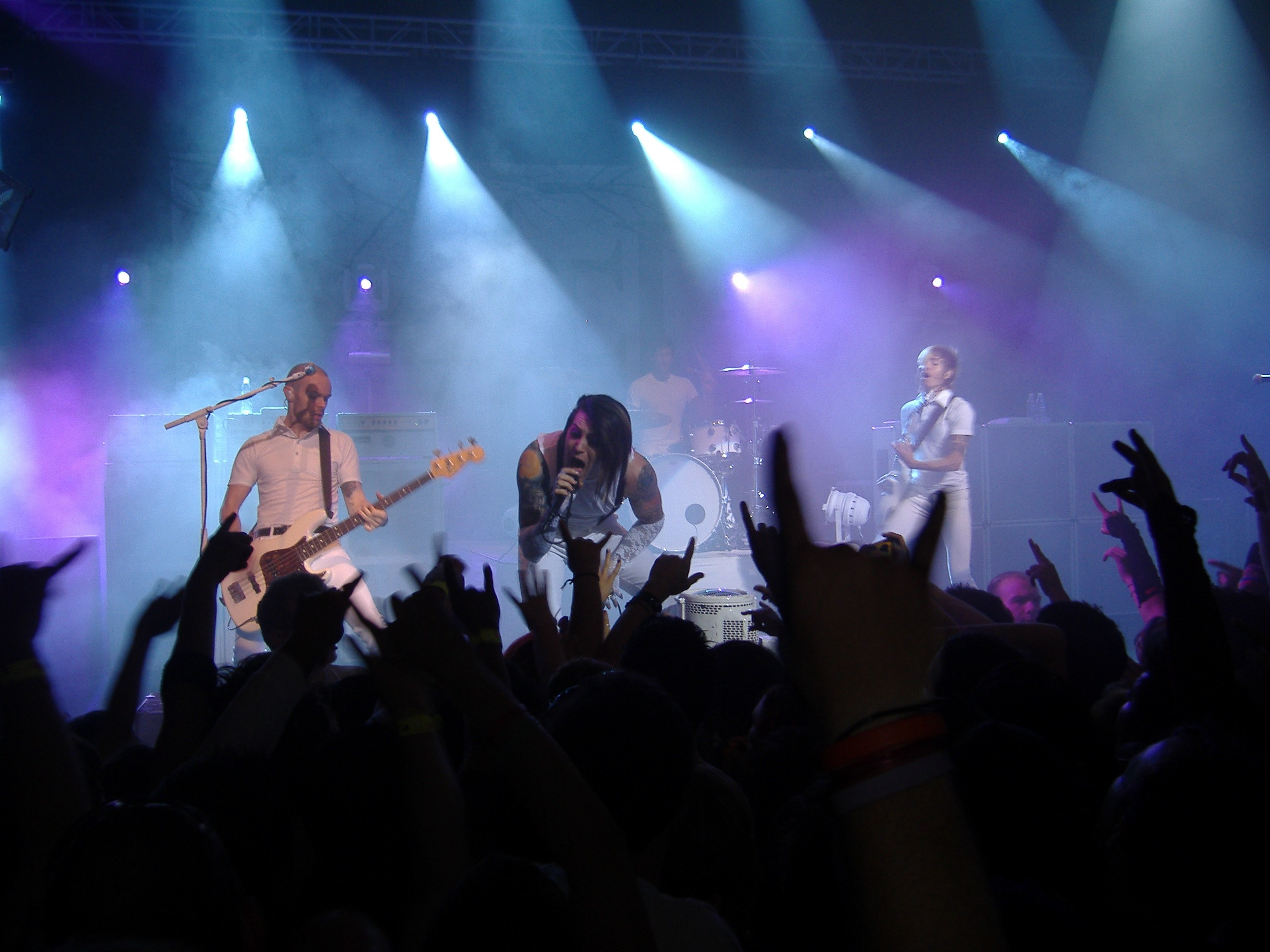
AFIのコンサート。

2006年6月6日に7枚目のバンド初となるコンセプト・アルバム「Decemberunderground」をメジャーレーベルのInterscope Recordsからリリース。ビルボードアルバムチャートにて、18万2千枚を売り上げ初登場1位を記録し、販売累計も90万枚を突破。そして、1stシングル「Miss Murder」が『2006 MTV VideoMusicAwards』にて、GREENDAY、Red Hot Chili Peppersらを押さえて「Best RockVideo」に選ばれる。同年8月には「SUMMER SONIC 06」出演のため来日を果たす。
2007年7月7日、地球温暖化防止を訴える世界規模のコンサート「ライブアース」のニューヨーク公演に出場する。
2009年9月29日（国内盤は23日）、8thアルバム「Crash Love」をリリース。ビルボードチャート初登場12位。

### 2013年～2017年
2013年10月22日、4年ぶりの9thアルバム「Burials」をリリース。なお、Republic Records移籍後初のアルバムとなる。。公式サイトやインスタグラムにてイメージビデオとアートワークが随時公開されている。プロデューサーにはピクシーズやフー・ファイターズを手掛けたギル・ノートンを迎えている。7月22日にアルバムに先駆けてシングル「I Hope You Suffer」をリリース。19日にはジャケットとオフィシャル音源が公開されていた。。
2017年1月20日に節目となる10枚目のスタジオアルバム「AFI(The Blood Album)」を発表。ビルボードチャート初登場5位。2006年に「Decemberunderground」で記録した初登場1位に次いでの高順位で、バンド4枚目のトップ10入りを果たした。リリースに先駆けて「White Offerings」「Snow Cats」「Aurelia」の音源がYouTubeにて公開され、3曲ともPVがある。同年5月には「Hidden Knives」のPVが公開された。
同年8月、ベーシストのハンター・バーガンはWestworld.comのインタビューにてツアー終了後に早くも次のアルバムのレコーディングに移ることを語った。

### 2018年～現在
2018年10月26日、iTunesとSpotifyでシングル「Get Dark」をリリース。これに続き、12月7日に5つの新曲が入った「The Missing Man EP」がリリースされた。
2020年4月27日、ピュージェットはアルバムは完成しているが、新型コロナの影響でリリース日が延期されたと語った。
2021年1月15日、「Twisted Tongues」「Escape from Los Angeles」をリリース。 2月25日、アルバムのタイトルが「Bodies」となり、6月11日にリリースが決定。この発表とともに、バンドは「Looking Tragic / Begging for Trouble」スプリットの新曲を発表。 4月9日に「Dulceria / Far Too Near」、5月25日に「Tied to a Tree」がリリースされた。
2021年6月11日に11枚目のスタジオ・アルバム「Bodies」を発表。ビルボード200にチャートインしなかったのは1999年の「Black Sails in the Sunset」以来のことだった。
2023年、6thアルバム「Sing the Sorrow」リリース20周年にあたり、

## バンド名の由来
- 「A Fire Inside」の略（公式サイトのURLが『afireinside.net』、Facebookではバンド名と略称の記述がある）。過去には「Asking for It」や「Anthems for Insubordinates」の略だとメンバーが語っており、はっきりとは分かっていなかった。

## トリビア
- 1stEP「Dork」のCDジャケットには、現ドラマーのアダム・カーソンの若かりし頃の写真が使われている。
- 2ndアルバム「Very Proud of Ya」に収録されている「Cruise Control」と「Love Is a Many Splendored Thing」の2曲が、1997年公開のインディーズ映画「Mary Jane's Not a Virgin Anymore」の劇中にて使用されている。
- 現メンバー、ジェイド・ピュージェットとハンター・バーガンの二人は、バンド加入前に3rdアルバム「Shut Your Mouth and Open Your Eyes」のバッキングボーカル等に参加している。
- デイヴィー、ジェイド、古くからの友人であるタイガー・アーミーのフロントマンのニック13は猫のタトゥーをシェアしている。
- 「Miss Murder」は氷室京介によってカヴァーされ、彼のアルバム「IN THE MOOD」に収録されている。
- 8枚目のアルバム「Crash Love」の国内盤では、ボーナス・トラックとして「Miss Murder - Duet Featuring 氷室京介」が収録されている。
- 上記の縁もあり、2009年9月27日に横浜スタジアムで行われたLIVE for LOVE we support WaterAidで、氷室と共演した。
- 「Crush Love」の8曲目に収録されている「I Am Trying Very Hard to Be Here」のコーラスには、一般のファンが参加したコンテスト「ビギン・トランスミッション」で勝ち抜いた6名が参加している。
- デイヴィー・ハヴォック及びAFIに影響を受けた・ファンである著名人にモーションレス・イン・ホワイトのクリス・"モーションレス"・セルーリ、アズ・イット・イズのパティ・ウォルターズ、ライク・パシフィックのジョーダン・ブラック、クリーパーのウィル・グールド、女優のポーリー・ペレット、プロレスラーのマディソン・イーグル、ジミー・ハヴォック、ジェシカ・ハヴォックなどがいる。
- ジェイドは「AFI (The Blood Album)」のタイトルについて「最初からセルフタイトルにしようと思ってたんだ。10枚アルバムを出して、今までセルフタイトルを付けたことがなかったからね。だけどアルバム・アートワークの真ん中に血のしずくが3つ描かれているから、僕たちはアルバムを「The Blood Album」って呼び始めたんだ。そしたらみんながそれが実際のタイトルだと思い始めてしまったんだ。みんなを混乱させたくなかったから、それを正式に付け加えたんだ」と語っている。[6]ちなみに、かつて「AFI」というタイトルのベストアルバムをリリースしている。
- 2016年頃から、ハヴォックは両腕と胸のタトゥーをブラックアウトし始めた。2023年現在では、手首以外は隙間から少し見える程度でほぼ黒く塗りつぶされている。
- 2017年8月、オリジナル・ベーシストであるジェフ・クリスギーが初期EP「Dork」「Behind The Times」「Eddie Picnic’s All Wet」の3作の再発売した。これについてバンド側は「僕たちの元ベーシストGeoff KresgeがAFIの初期作品をリイシューして売っているんだ。僕たちは26年間のすべてを誇りに思っているし、彼が僕たちと過ごした4年間を反映したKresgeの感情を恨むことはまったくないけど、なぜ彼がKey Lime Pie labelを管理し、僕たちに連絡も相談もなくあの作品をリリースしたのか、僕たちは混乱しているんだ。僕たちはあの作品たちが特別な限定アイテムだったことをずっと愛していて、レアであることを歴史の一部としてキープしておきたかった。Geoffは「Dork」EPの予約受付を開始していて、それには未発表曲も収録されているんだ。共同所有者や作曲者の許可もなしにね。Geoffは、僕たちから何度も正しい手続きをして僕たちの取り分を支払うように要求しているにもかかわらず、その作品の収益をMark Stopholeseを含むバンドの誰に対しても一度も払っていない。Geoffがお金に困っているってことも考えられるけど、1996年にバンドを去った人物がこれらの作品の所有者、作曲者を排除して利益を受け取ることは人として公正ではないよ。もちろんファンが自由に購入する権利はサポートするけど、僕たちはこれらの作品が売られていることをサポートはしないっていうことは知っておいて欲しいんだ。」との声明を発表している。
- 2021年にリリースされた「Dulceria」はザ・スマッシング・パンプキンズのビリー・コーガンが作詞の共同作業者としてクレジットされている。

## 音楽性の変化
- 初期の3作はハードコア・パンクやスケート・パンクの影響が顕著なスピード感あふれる典型的なパンク・ロックだった。
- 現在のAFIサウンドの原形が完成したのは、4thアルバム「Black Sails in the Sunset」からである。この頃よりザ・キュアー、クリスチャン・デス、ミスフィッツ等に影響を顕著に受けたゴシック、ホラー・パンク的な要素を含むようになり、次作の「Sing the Sorrow」ではハードコア・パンクから脱却するかのようにエレクトロニカを積極的に取り入れ、音楽性ががらりと変わった。これよりハヴォックとパジェットの外見も音楽性とともに男くさいものからフェミニンなものに変わっていく。
- シャウトはこれまでも使うことがあったが、ハヴォックがグロウルデスボイスを使う曲が存在するのは「Decenberunderground」だけである（例外として「Crash Love」の国内盤ボーナストラック「Carcinogen Crush」の一部では使っている）。
- 8枚目のアルバム「Crash Love」ではエレクトロニカは一切使われず、純粋なロックを追求したギターを中心としたアルバムとなっている。疾走感のある曲も存在するが、パンクと呼ぶよりはロックと呼ぶにふさわしい。シャウトも殆ど使われていない。
- 9作目のアルバム「Burials」ではニュー・ウェイブに影響を受けたダークなゴシック・ロック要素の強いものとなっている。本作より作詞・作曲のクレジットがAFIより作詞=デイヴィー・ハヴォック、作曲=ジェイド・ピュージェットへと変わった。
- 10枚目のアルバム「AFI (The Blood Album)」では前作のニュー・ウェイヴ、ポスト・パンク的な流れも継承しつつ大ヒットアルバム「Sing the Sorrow」や「Decemberground」時代のエモ要素に回帰した作風となった。

## ディスコグラフィー

### アルバム
| 年                                        | タイトル                           | アルバム詳細                                                                                      | チャート最高位 | チャート最高位 | チャート最高位 | チャート最高位 | チャート最高位 | チャート最高位 | チャート最高位 | チャート最高位 | チャート最高位 | 認定                                           |  |
| 年                                        | タイトル                           | アルバム詳細                                                                                      | US             | AUS            | CAN            | FRA            | GER            | IRE            | JPN            | NZ             | UK             | 認定                                           |  |
| ----------------------------------------- | ---------------------------------- | ------------------------------------------------------------------------------------------------- | -------------- | -------------- | -------------- | -------------- | -------------- | -------------- | -------------- | -------------- | -------------- | ---------------------------------------------- |  |
| 1995                                      | Answer That and Stay Fashionable   | - 発売日: 1995年4月1日 - レーベル: Wingnut - フォーマット: CD, LP, cassette, digital download     | —              | —              | —              | —              | —              | —              | —              | —              | —              |                                                |  |
| 1996                                      | Very Proud of Ya                   | - 発売日: 1996年6月18日 - レーベル: Nitro - フォーマット: CD, LP, cassette, digital download      | —              | —              | —              | —              | —              | —              | —              | —              | —              |                                                |  |
| 1997                                      | Shut Your Mouth and Open Your Eyes | - 発売日: 1997年11月11日 - レーベル: Nitro - フォーマット: CD, LP, cassette, digital download     | —              | —              | —              | —              | —              | —              | —              | —              | —              |                                                |  |
| 1999                                      | Black Sails in the Sunset          | - 発売日: 1999年5月18日 - レーベル: Nitro - フォーマット: CD, LP, cassette, digital download      | —              | —              | —              | —              | —              | —              | —              | —              | —              |                                                |  |
| 2000                                      | The Art of Drowning                | - 発売日: 2000年9月19日 - レーベル: Nitro - フォーマット: CD, LP, digital download                | 174            | —              | —              | —              | —              | —              | —              | —              | —              |                                                |  |
| 2003                                      | Sing the Sorrow                    | - 発売日: 2003年3月11日 - レーベル: DreamWorks - フォーマット: CD, LP, cassette, digital download | 5              | 65             | 10             | —              | —              | —              | 294            | —              | 52             | - US: プラチナ - AUS: ゴールド - CAN: プラチナ |  |
| 2006                                      | Decemberunderground                | - 発売日: 2006年6月6日 - レーベル: Interscope - フォーマット: CD, LP, cassette, digital download  | 1              | 3              | 2              | 181            | 58             | 66             | 80             | 20             | 16             | - US: プラチナ - AUS: ゴールド                 |  |
| 2009                                      | Crash Love                         | - 発売日: 2009年9月29日 - レーベル: Interscope - フォーマット: CD, LP, digital download           | 12             | 16             | 17             | —              | 95             | —              | 115            | 38             | 73             |                                                |  |
| 2013                                      | Burials                            | - 発売日: 2013年10月22日 - レーベル: Republic - フォーマット: CD, LP, digital download            | 9              | 10             | 17             | —              | —              | —              | —              | —              | 59             |                                                |  |
| 2017                                      | AFI                                | - 発売日: 2017年1月20日 - レーベル: Concord Bicycle - フォーマット: CD, LP, digital download      | 5              | 12             | 20             | —              | —              | —              | —              | —              | 69             |                                                |  |
| 2021                                      | Bodies                             | - 発売日: 2021年6月11日 - レーベル: Rise Records - フォーマット: CD, LP, digital download         | —              | —              | —              | —              | —              | —              | —              | —              | —              |                                                |  |
| "—"は未発売またはチャート圏外を意味する。 |                                    |                                                                                                   |                |                |                |                |                |                |                |                |                |                                                |  |

### シングル
| 発表   | 曲名                       | 各チャート最高位 | 各チャート最高位  | 各チャート最高位    | 各チャート最高位 | 各チャート最高位 | 収録アルバム                             |
| 発表   | 曲名                       | Hot 100          | Alternative Songs | Hot Mainstream Rock | Rock Songs       | UK Single Chart  | 収録アルバム                             |
| ------ | -------------------------- | ---------------- | ----------------- | ------------------- | ---------------- | ---------------- | ---------------------------------------- |
| 2000年 | "The Days of the Phoenix"  | —                | —                 | —                   | —                | 152              | The Art of Drowning                      |
| 2001年 | "Wester"                   | —                | —                 | —                   | —                | —                | The Art of Drowning                      |
| 2001年 | "6 to 8"                   | —                | —                 | —                   | —                | —                | The Art of Drowning                      |
| 2003年 | "Girl's Not Grey"          | 114              | 7                 | 33                  | —                | 22               | Sing the Sorrow                          |
| 2003年 | "The Leaving Song, Pt. II" | —                | 16                | 31                  | —                | 43               | Sing the Sorrow                          |
| 2003年 | "Silver and Cold"          | —                | 7                 | 39                  | —                | —                | Sing the Sorrow                          |
| 2004年 | "Head Like a Hole"         | —                | —                 | —                   | —                | —                | Grand Theft Auto: San Andreas soundtrack |
| 2006年 | "Miss Murder"              | 24               | 1                 | 13                  | —                | 44               | Decemberunderground                      |
| 2006年 | "Love Like Winter"         | 68               | 4                 | —                   | —                | 76               | Decemberunderground                      |
| 2007年 | "The Missing Frame"        | —                | 17                | —                   | —                | —                | Decemberunderground                      |
| 2007年 | "Carcinogen Crush"         | —                | —                 | —                   | —                | —                | Untitled tenth EP                        |
| 2009年 | "Medicate"                 | —                | 7                 | 16                  | —                | 35               | Crash Love                               |
| 2009年 | "Beautiful Thieves"        | —                | 23                | —                   | 48               | —                | Crash Love                               |
| 2013年 | "I Hope You Suffer"        | —                | —                 | —                   | —                | —                | Burials                                  |
| 2013年 | "17 Crimes"                | —                | 25                | —                   | —                | —                | Burials                                  |
| 2014年 | "A Deep Slow Panic"        | —                | —                 | —                   | —                | —                | Burials                                  |
| 2016年 | "Snow Cats"                | —                | 39                | —                   | —                | —                | AFI (The Blood Album)                    |
| 2016年 | "White Offerings"          | —                | —                 | —                   | —                | —                | AFI (The Blood Album)                    |

### EP
- Dork(1993) - 222枚限定。
- Behind the Times(1993) - 560枚限定。
- Eddie Picnic's All Wet(1994)
- Fly in the Ointment(1995)
- A Fire Inside EP(1998)
- Black Sails EP(1999) - 5000枚限定。
- Alternative Press EP(1999)
- All Hallow's EP(1999)
- 336(2002)

### コンピレーションアルバム
AFI(2004)
- Nitro Records所属のインディーズ時代である1st～5thアルバム（加えて5th発表前後にリリースした「All Hollow's EP」「The Days of the Phoenix EP」の二枚のEP）までの人気曲を集めたコンピレーションアルバム。ビルボードチャート最高位88位。

### ライブアルバム
I Heard a Voice(2007)
- 前年に行われDVD化された公演のCDバージョン。ビルボードチャート最高位133位。

### DVD
I Heard a Voice DVD(2006)
- 2006年にロングビーチアリーナで行われた公演のライブDVD。ビルボードトップミュージックビデオチャート最高位8位。